# Capo Matapan
Il capo Matapan (in greco Κάβο Ματαπάς? o Ματαπά nel dialetto della Maina) o capo Tenaro (in greco Ακρωτήριον Ταίναρον?) è il punto più a sud della terraferma greca e della penisola balcanica. È situato sulla punta della penisola della Maina, in Laconia (Grecia). Separa il golfo di Messenia a ovest dal golfo di Laconia a est.

## Storia
Il capo Matapan è un luogo importante da migliaia di anni.
Nella mitologia greca una caverna qui situata era la casa di Ade, e gli Spartani costruirono in questo luogo diversi templi dedicati a vari dei. Un tempio dedicato a Poseidone (Νεκρομαντεῖον Ποσειδῶνος) e situato proprio sopra la caverna, di cui oggi restano alcune rovine, fu trasformato in chiesa cristiana dai Bizantini ed è in uso ancora oggi; in quel luogo, nel 464 a.C., varie decine di Iloti erano stati massacrati dagli Spartiati. Un altro mito che fa riferimento a capo Tenaro è quello di Arione. Nel mito si narra infatti che l'aedo fu trasportato proprio qui in groppa a un delfino, dopo essere scampato alle insidie dei marinai della sua nave.
Il capo Matapan, un tempo, era il luogo in cui i mercenari attendevano un impiego.
Nel 1148 vi si svolse una battaglia tra le forze veneziane, comandate dagli ammiragli Giovanni e Naimero (o Ranieri) Polani, e la flotta normanna di Giorgio d'Antiochia. Lo scontro si concluse con la vittoria veneziana.
Il 19 luglio 1717 ebbe luogo lo scontro navale tra la flotta veneziana supportata da uno squadrone alleato di navi portoghesi, maltesi e pontificie, e la flotta ottomana al comando del capitan pascià negropontino (Eğribozlu) Ibrahim Pascià, che venne sconfitta dalle forze alleate.
Il 9 novembre 1915 il piroscafo Californian, noto per il presunto mancato soccorso durante il naufragio del Titanic nel 1912, fu silurato dall'U-Boot tedesco U-35, mentre navigava in zavorra sulla rotta tra Salonicco e Marsiglia; la nave era stata già colpita da un siluro dell'U-34; vi fu una vittima, e il relitto non venne mai ritrovato.
Nel corso della seconda guerra mondiale, tra il 28 e il 29 marzo 1941, lo specchio di mare prospiciente al capo fu teatro di una battaglia navale tra la Royal Navy e la Regia Marina italiana.